# Nova Aliança Flamenga
A Nova Aliança Flamenga (em holandês: Nieuw-Vlaamse Alliantie, N-VA) é um partido político nacionalista de direita da região da Flandres na Bélgica.
O partido foi fundado em 2001 como cisão da facção de direita da União Popular, partido pega-tudo nacionalista flamengo, inicialmente teve resultados fracos, que fizeram prever o fracasso do novo partido.
Em 2003, o partido decidiu entrar numa aliança eleitoral com o, na altura, o partido dominante da Flandres, os Democratas-Cristãos e Flamengos, mas tal aliança terminou em 2008. Após esta ruptura com os democratas-cristãos, o partido começou a ter um forte crescimento eleitoral, tornando-se, gradualmente, o partido mais popular da Flandres. Este forte crescimento do N-VA atingiu o seu ponto máximo, quando, pela primeira vez, decidiu integrar o governo da Bélgica, além de, também pela primeira vez, liderar o governo regional da Flandres.
Ideologicamente, o partido é defensor da independência da Flandres, mas defende um processo gradual para atingir tal independência. Além da questão independentista, o partido segue uma linha conservadora liberal, defensor do liberalismo económica e, com uma forte componente ecológica. O N-VA é profundamente europeísta, defendendo que uma Flandres independente apenas será viável dentro da União Europeia. 
A nível europeu, apesar do partido estar afilado à Aliança Livre Europeia, os seus deputados no Parlamento Europeu sentam-se com o grupo dos Reformistas e Conservadores Europeus, liderado pelo Partido Conservador.

## Resultados eleitorais

### Eleições legislativas

#### Câmara dos Deputados
| Data | CI.             | Votos           | %               | +/-             | Deputados | +/- | Status   |
| ---- | --------------- | --------------- | --------------- | --------------- | --------- | --- | -------- |
| 2003 | 8.º             | 201 399         | 3,1 / 100,0     |                 | 1 / 150   |     | Oposição |
| 2007 | Aliança com CDV | Aliança com CDV | Aliança com CDV | Aliança com CDV | 5 / 150   | 4   | Oposição |
| 2010 | 1.º             | 1 135 617       | 17,4 / 100,0    |                 | 27 / 150  | 22  | Oposição |
| 2014 | 1.º             | 1 366 414       | 20,3 / 100,0    | 2,9             | 33 / 150  | 6   | Governo  |
| 2019 | 1.º             | 1 086 787       | 16,0 / 100,0    | 4,3             | 25 / 150  | 8   | Oposição |
| 2024 | 1.º             | 1 167 061       | 16,7 / 100,0    | 0,7             | 24 / 150  | 1   | Governo  |

#### Senado
| Data | CI.             | Votos           | %               | Deputados | +/- |
| ---- | --------------- | --------------- | --------------- | --------- | --- |
| 2003 | 8.º             | 200 273         | 3,1 / 100,0     | 0 / 40    |     |
| 2007 | Aliança com CDV | Aliança com CDV | Aliança com CDV | 2 / 40    | 2   |
| 2010 | 1.º             | 1 268 780       | 19,6 / 100,0    | 9 / 40    | 7   |

### Eleições regionais

#### Flandres
| Data | CI.             | Votos           | %               | +/-             | Deputados | +/- | Status  |
| ---- | --------------- | --------------- | --------------- | --------------- | --------- | --- | ------- |
| 2004 | Aliança com CDV | Aliança com CDV | Aliança com CDV | Aliança com CDV | 6 / 124   |     | Governo |
| 2009 | 5.º             | 537 040         | 13,1 / 100,0    |                 | 16 / 124  | 10  | Governo |
| 2014 | 1.º             | 1 339 946       | 31,9 / 100,0    | 18,8            | 43 / 124  | 27  | Governo |
| 2019 | 1.º             | 1 052 252       | 24,8 / 100,0    | 7,1             | 35 / 124  | 8   | Governo |
| 2024 | 1.º             | 1 045 607       | 23,9 / 100,0    | 0,9             | 31 / 124  | 4   | Governo |

#### Bruxelas (Região Flamenga)
| Data | CI.             | Votos           | %               | +/-             | Deputados | +/-     | Status            |
| ---- | --------------- | --------------- | --------------- | --------------- | --------- | ------- | ----------------- |
| 2004 | Aliança com CDV | Aliança com CDV | Aliança com CDV | Aliança com CDV | 0 / 17    |         | Extra-parlamentar |
| 2009 | 6.º             | 2 586           | 5,0 / 100,0     |                 | 1 / 17    | 1       | Oposição          |
| 2014 | 4.º             | 9 085           | 17,0 / 100,0    | 12,0            | 3 / 17    | 2       | Oposição          |
| 2019 | 2.º             | 12 578          | 18,0 / 100,0    | 1,0             | 3 / 17    | Estável | Oposição          |
| 2024 | 3.º             | 9 571           | 11,9 / 100,0    | 6,1             | 2 / 17    | 1       | Em definição      |

### Eleições europeias

#### Região Flamenga
| Data | CI.             | Votos           | %               | +/-             | Deputados | +/-     |
| ---- | --------------- | --------------- | --------------- | --------------- | --------- | ------- |
| 2004 | Aliança com CDV | Aliança com CDV | Aliança com CDV | Aliança com CDV | 1 / 14    |         |
| 2009 | 5.º             | 402 545         | 9,9 / 100,0     |                 | 1 / 13    | Estável |
| 2014 | 1.º             | 1 123 027       | 26,7 / 100,0    | 16,8            | 4 / 12    | 3       |
| 2019 | 1.º             | 954 048         | 22,4 / 100,0    | 4,3             | 3 / 12    | 1       |
| 2024 | 2.º             | 995 868         | 22,1 / 100,0    | 0,3             | 3 / 13    | Estável |